# Hyorhinomys stuempkei
Hyorhinomys stuempkei är en gnagare i familjen råttdjur som förekommer endemisk på norra Sulawesi.

## Utbredning
Arten är känd från fem individer som hittades 2015 vid ett berg i distriktet Toli-Toli på Sulawesis norra halvö. Fyndplatsen är en ursprunglig bergsskog vid 1600 meter över havet. Försök att hitta Hyorhinomys stuempkei i lägre trakter vid cirka 500 meter över havet misslyckades.

## Utseende
Vuxna exemplar är 17,5 till 20,8 cm långa (huvud och bål), har en 18,5 till 22,0 cm lång svans och väger 128 till 268 g. Bakfötterna är med 5,0 till 5,4 cm påfallande stora och öronen är 3,7 till 4,0 cm långa. Andra typiska kännetecken är ett stort kranium och en långdragen nos som medför att arten liknar en näbbmus. Den ganska korta och mjuka pälsen är på ovansidan fläckig brun. De enskilda håren är vita nära roten, gråa i mitten och mörkbruna vid spetsen. Allmänt är pälsen närmast ögonen och nosen mörkast men minst ett exemplar hade vita fläckar i ansiktet. På undersidan förekommer krämfärgad till vit päls som ibland når längre upp på bålen. Hyorhinomys stuempkei har markant långa hår vid könsorganen. Vid djurets mörka bakfötter är tårna nakna förutom korta vita borstar vid klorna. Svansen är vid främre halvan uppdelad i en mörk ovansida och en vit undersida och svansens spets är helt vit. Påfallande är den rosafärgade stora näsan med framåtriktade näsborrar som påminner om grisens näsa.

## Ekologi
Enligt uppskattningar går arten på marken och den är nattaktiv. Vid undersökningar av magsäckens innehåll upptäcktes rester av daggmaskar, skalbaggar och av andra insekter.

## Taxonomi
Arten är nära släkt med andra näbbmusliknande råttdjur i underfamiljen Murinae som sammanfattas i Echiothrix-gruppen. De andra släkten är Echiothrix, Gracilimus, Melasmothrix, Paucidentomys, Tateomys och Waiomys (Melasmothrix och Tateomys listas ibland som en egen grupp).
Det vetenskapliga släktnamnet är sammansatt av de grekiska orden hyo (gris), rhino (näsa) och mys (mus). Det syftar på näsans form som liknar grisens tryne. Artepitet hedrar den tyska zoologen och författaren Gerolf Steiner. Steiner hade under pseudonymen Harald Stümpke publicerad den humoristiska essäen Bau und Leben der Rhinogradentia som beskriver en fiktiv däggdjursgrupp med långdragen nos som kan användas som ben. Även om boken var ett vetenskapligt skämt så hade Steiner i viss mån förutspådd upptäckten av Hyorhinomys stuempkei.

## Status
Fyndplatsen är ett naturskyddsområde. Illegala skogsavverkningar skulle vara skadlig för beståndet. Populationens storlek är inte känd. IUCN listar Hyorhinomys stuempkei med kunskapsbrist (DD).